# Copidognathus anops
Copidognathus anops är en kvalsterart som beskrevs av Newell 1971. Copidognathus anops ingår i släktet Copidognathus och familjen Halacaridae. Inga underarter finns listade i Catalogue of Life.